# Susy Pryde
Susannah Kate "Susy" Pryde (nascida em 15 de outubro de 1973) é uma ciclista neozelandesa, que conquistou uma medalha de prata para Nova Zelândia nos Jogos da Commonwealth de 1998 na prova de estrada; e em 2002 novamente conquistou a prata na prova de cross-country.
Anteriormente, havia disputado os Jogos Olímpicos de Verão de 1996 e 2000.